# Wappenrolle
Eine Wappenrolle (französisch rôle d’armes oder armorial, englisch roll of arms oder armorial) ist eine Sammlung von Wappen, ursprünglich in Form einer Papierrolle.
Auch buchförmige (oder elektronische) Wappensammlungen werden im Deutschen heutzutage „Wappenrollen“ genannt, vor allem Matrikel und Wappenregister heraldischer Vereine. Umgekehrt werden historische Wappenrollen oft unter die Wappenbücher subsumiert.

## Mittelalterliche Wappenrollen

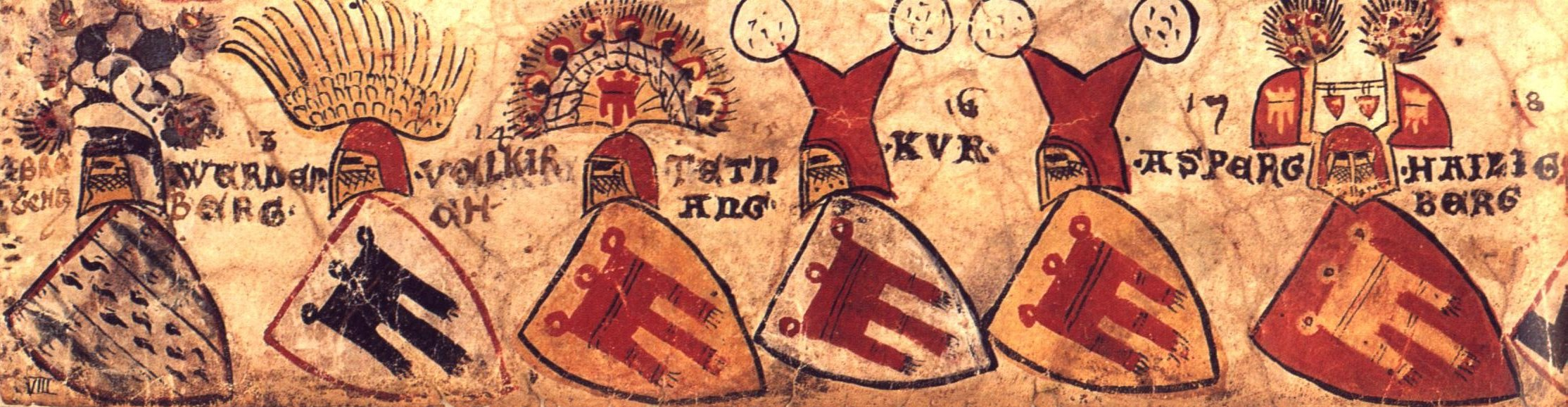
Ausschnitt aus der Zürcher Wappenrolle: Wappen süddeutscher Adeliger

In Monarchien wurden Wappen vielerorts von staatlichen Heroldsämtern kontrolliert, da auch die Verleihung, Annahme oder Nutzung von Wappen einschließlich der Familienwappen gesetzlich reglementiert war. 
Die älteste bekannte Wappensammlung wurde anlässlich der Krönung König Ottos IV. im Jahre 1198 in Aachen angelegt. Diese Aachener Wappenrolle ist nur in einer (buchförmigen) späteren Abschrift erhalten. Als älteste erhaltene Wappensammlung in Rollenform gelten die Glover's Roll (entstanden Mitte des 13. Jahrhunderts) und die anlässlich eines Turniers von Cambrai (1269) angelegte Rolle, die beide ebenfalls nur in späteren Abschriften erhalten sind. Zu den bekanntesten Beispielen zählt die Zürcher Wappenrolle, die um 1335/1345 angefertigt wurde. Spätestens ab dem 14. Jahrhundert wurden deutlich mehr Wappensammlungen in Buchform als Rollen angelegt.

## Heutige Wappenrollen
Im Vereinigten Königreich werden Wappen bis heute vom staatlichen College of Arms vergeben und überwacht. Im Deutschen Reich wurden nach 1918 die Heroldsämter abgeschafft; in Österreich wurde sogar das Recht zur Wappenführung aufgehoben.
Danach übernahmen im deutschsprachigen Raum vorrangig gemeinnützige heraldische Vereine die Dokumentation und Begutachtung von Familienwappen (kommunale Wappen hingegen werden heute meist von den Innenministerien kontrolliert). Diese Vereine führen private „Wappenrollen“ mit den von ihnen registrierten Familienwappen. Unter „Wappenrolle“ wird dabei ein nach vereinsspezifischen Kriterien geführtes offenes Druckwerk verstanden, in das die Eintragungen und Registrierungen nach heraldischer, genealogischer und graphischer Qualitätsprüfung erfolgen. Dabei sollte hinreichende Publizität in dauerhafter Form angestrebt werden, um die Eintragungen auch in der Zukunft für die Forschung und interessierte Öffentlichkeit verfügbar zu halten. Beispiele sind (alle mit gedruckten Ausgaben):
- Deutsche Wappenrolle (DWR, seit 1924/26); Trägerverein: Herold e. V. (gegründet 1869)
- Niedersächsische Wappenrolle (NWR); Trägerverein: Zum Kleeblatt e. V. (gegründet 1888)
- Hessische Wappenrolle (HWR, seit 1948/51); Trägerverein: Hessische familiengeschichtliche Vereinigung e. V. (gegründet 1921)
- Wappenrolle des Wappen-Löwen; Trägerverein: Der Wappen-Löwe e. V. (gegründet 1980)
- Wappenrolle Münchner Herold (MH, um 1996), Trägerverein: Münchner Wappen Herold e. V.
- Allgemeine Deutsche Wappenrolle (ADW), Trägerverein: Wappen-HEROLD, Deutsche Heraldische Gesellschaft e. V.
- Rhein-Main Wappenrolle" Rhein-Main Wappenrolle (RMWR), Trägerverein seit Oktober 2017: Ritter von Darmstadt (gegründet 1997), Veröffentlichung im Wappenbuch

Im Zuge der Internet-Entwicklung entstehen begleitend oder ersatzweise Online-Wappenregister. Hierzu zählen beispielsweise:
- Roland Wappenrolle Perleberg (RWP), Trägerverein: Prignitz Herold e. V. (2008)
- eherold, Trägerverein: Wappen-HEROLD, Deutsche Heraldische Gesellschaft e. V.

## Funktion, Form und Bedeutung
Mit Hilfe von Wappenrollen werden Wappen systematisch erfasst, veröffentlicht und der Nachwelt erhalten. Ein zentrales und vollständiges Wappenregister, in dem alle Wappen erfasst sind, hat es in Deutschland zu keiner Zeit gegeben. Von Fachkreisen anerkannte Wappenrollen werden in Deutschland meist als gedruckte Ausgaben in Fortsetzung von gemeinnützigen heraldischen Vereinen auf privatrechtlicher Basis hergestellt und geführt.
Die einzelnen Druckwerke sind an Schlüsselbibliotheken und einschlägigen Auslagestellen einsehbar und der Forschung zugänglich. Wenn weder eine gedruckte Ausgabe existiert noch die anderweitige unabhängige Verfügbarkeit sichergestellt ist, fehlt die Erfüllung der Kriterien der Publizität und der Dokumentation an eine Wappenrolle.
Es gibt keinerlei Verpflichtung zur Eintragung von Wappen in eine Wappenrolle. Diese wird jedoch von Wappenstiftern gerne als Publikationsorgan genutzt. Rechtsschutz nach Bürgerlichen Gesetzbuch genießen geführte Wappen auch ohne Eintrag in eine Wappenrolle, im Zweifelsfall dient der Eintrag aber dem Nachweis.
In Wappenrollen der Vereine werden bürgerliche und adlige Wappen, altüberkommene und neugestiftete, nach Prüfung in heraldischer, genealogischer und juristischer Hinsicht zum Selbstkostenpreis registriert und veröffentlicht. Der Wappenstifter erhalten zur Bestätigung der Registrierung von den Vereinen einen Wappenbrief ausgestellt.
Einzelne traditionelle heraldische Vereine lehnen Mehrfacheintragungen von Wappen ab. Begründet wird dies mit dem Hinweis, dass der angestrebte Rechtsschutz für ein Wappen im Sinne des § 12 BGB bereits mit der Erstveröffentlichung erreicht wurde. Der Ablehnungsgrund ist selten satzungsgemäß hinterlegt und wird teilweise auch auf Wappen ausgedehnt, die in einer Online-Wappensammlung bereits einmal veröffentlicht wurden, unabhängig davon, ob diese Wappen alle heraldischen Kriterien erfüllen, oder nicht.

## Klassifizierung
Der Heraldiker Stephen Friar klassifiziert Wappenrollen folgendermaßen:
- Gelegentliche: Das sind Wappenrollen, die in Bezug auf ein bestimmtes Ereignis wie eine Expedition, ein Turnier oder einer Belagerung angelegt wurden (sogenannte „Gelegenheitswappenrollen“, engl. „occasionals“).
- Institutionelle: Das sind Wappenrollen, die im Zusammenhang mit Stiftungen, einem Religionsorden oder der Ritterschaft möglicherweise über viele Jahre zusammengestellt wurden.
- Regionale: Das sind Wappenrollen, die nur eine regionale oder eine lokale Bedeutung haben (in diesem Zusammenhang sind vor allem die englischen Landkreis-Rollen des 14. Jahrhunderts zu nennen).
- Illustrative: Das sind Wappenrollen, die ganz oder teilweise verwendet werden, um eine Geschichte oder eine Chronik zu illustrieren.
- Allgemeine: Das sind Wappenrollen, die sich aus der Kombination einer Vielzahl von Sammlungen und Kriterien zusammensetzen.
- Online-Wappenrollen (mit dem Aufkommen des Internets)

## Abgrenzung
Die Träger von vereinstechnisch organisierten (Online-)Wappenrollen bestimmen sich unabhängig von privaten Gewinnstreben primär künstlerisch, historisch-wissenschaftlich, archivarisch und/oder rechtlich. Ungeschützte Bezeichnungen wie „Wappenrolle“, „Wappensammlung“, „Wappenarchiv“ werden aber auch von Kommunalen Wappenrollen, Online-Wappensammlungen und von kommerziellen Unternehmen und anderen Wappensammlungen benutzt (z. B. zur Charakterisierung von Unternehmensdienstleistungen).

### Kommunale Wappenrollen
Neben der Personen- und Familien-Wappenrollen, die von Vereinen verwaltet werden, gibt es in Deutschland kommunale Wappenrollen, die u. a. in Zusammenarbeit mit den Landesarchiven und Innenministerien gepflegt (Kommunalheraldik) und teilweise im Internet veröffentlicht werden. Hierzu zählen z. B.:
- „Kommunale Wappenrolle Schleswig-Holstein“
- „Bayerns Gemeinden: Wappen“
- Wappenrolle des Landes Mecklenburg-Vorpommern[5]

### Online-Wappensammlungen
„Online-Wappensammlungen“ und/oder „Wappen-Indexe“ sind von den (Online-)Wappenrollen eingetragener Vereine strikt zu trennen. Beide nutzen das Internet als Medium, um Wappen einem breiten Publikum im Rahmen von Wappensammlungen vorzustellen. Die Betreiber der Online-Wappensammlungen stellen aber in der Regel keine Wappenbriefe aus, selbst wenn sie die eingereichten Wappen vor der Veröffentlichung gewissenhaft auf heraldische Richtigkeit, graphische Qualität und genealogische Plausibilität prüfen (was nicht bei jeder Wappensammlung der Fall ist).

### Wappenhandelsfirmen
„Wappenhandelsfirmen“ und andere „Wappenunternehmen“ organisieren sich zumeist in privatrechtlichen Unternehmen (z. B. GmbH, KG, OHG, GbR). Offiziell eingetragene Vereine (e. V.) sind hierbei in der Regel nicht darunter zu verstehen. Wappen, die mit Hilfe einer Wappenhandelsfirma erstellt wurden, werden in den seltensten Fällen in einer Wappensammlung oder in einer klassischen Wappenrolle wie der DWR aufgenommen.

### Deutsche Nationalbibliothek
- DNB 011324724: Deutsche Wappenrolle, hrsg. vom Herold, Verein für Heraldik, Genealogie und Verwandte Wissenschaften zu Berlin
- DNB 949164089: Gesamtausgabe der Niedersächsischen Wappenrolle, zsgest. vom Heraldischen Verein „Zum Kleeblatt“ von 1888
- DNB 550554637: Hessische Wappenrolle. Arbeitsgemeinschaft d. Familienkundl. Ges. in Hessen
- „Der Wappen-Löwe“, Heraldische Gesellschaft (GND 236151-6)
- DNB 018432808: Wappenrolle Münchner Herold vom Münchner Wappen-Herold e. V.

### Kommunale Wappenrollen
- Kommunale Wappenrolle Schleswig-Holstein
- Wappen der bayerischen Kommunen
- Wappen der Deutschen Kommunen (>13000)

### Sonstige
- Liste historischer Wappenrollen, Heraldik-Seite von Dr. Bernhard Peter
- Historische Wappenbücher, Heraldik-Seite von Dr. Bernhard Peter
- Übersicht digitalisierter historischer Wappenbücher, Heraldik-Seite von Dr. Bernhard Peter
- Scan der Wappenrolle Österreich bei Wappenbuch.de
- Siebmacher'sche Wappenbuchseiten bei Wappenbuch.de